# Diocus frigidus
Diocus frigidus är en kräftdjursart som beskrevs av Hansen 1923. Diocus frigidus ingår i släktet Diocus och familjen Chondracanthidae. Inga underarter finns listade i Catalogue of Life.